# Lacus Bonitatis

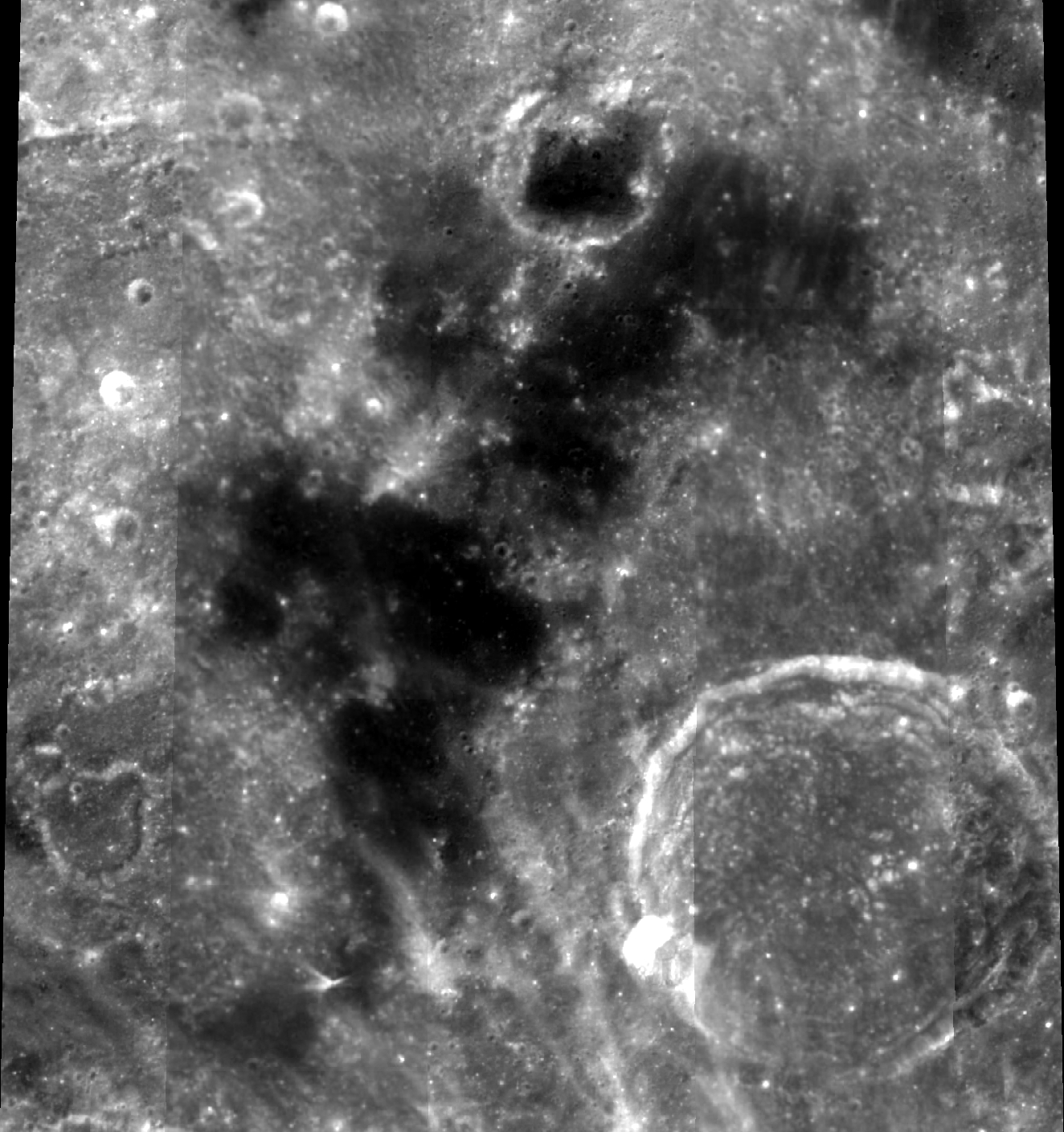
Lacus Bonitatis

Lacus Bonitatis (łac. Jezioro Dobroci) – to małe morze księżycowe w krainie Terra Nivium. Jego współrzędne selenograficzne to 23,2° N, 47,3° E, a średnica wynosi 92 km. Nazwa została zatwierdzona przez Międzynarodową Unię Astronomiczną w roku 1976.